# The Cranberries
The Cranberries je irski alternativni rock sastav osnovan u Limericku 1989. godine. Sastav se uzdigao do srednjostrujaške popularnosti tijekom 1990-ih. 

## Povijest sastava

### Počeci sastava
Noel i Mike Hogan, dvojica braće iz Limericka, osnovali su sastav 1990. zajedno s bubnjarom Fergalom Lawlerom. Sastav je ispočetka nosio ime Cranberry Saw Us kao šaljiva dosjetka na umak od brusnice (eng. cranberry sauce). U to je vrijeme pjevač u sastavu bio njihov prijatelj Niall Quinn, koji je također imao ekstravagantan ukus u skladanju i imenovanju skladbi (poput "My Grandma drowned in a fountain in Lourdes", "I was always all ways" i "Throw Me Down a Big Stairs"). Kada je on napustio sastav, na audiciju za novu pjevačicu prijavila se prijateljica njegove djevojke Dolores O'Riordan koja je i dobila posao. Ubrzo je demonstrirala svoje pjesničke sposobnosti kada joj je sastav dao demoverziju melodije na kojoj su radili. Ponijela je demoverziju doma i već se idući dan vratila s gotovim stihovima. Pjesma je nazvana "Linger" i kasnije će postati jedan od njihovih najvećih hitova.
Njihova demosnimka iz kućne radinosti polučila je lokalni uspjeh, tako da je sastav ubrzo snimio demoploču koja se prodavala u prodavaonicama ploča diljem Irske. Kada se svih 300 kopija rasprodalo, sastav je skratio ime u Cranberries i poslao novu demoploču brojnim izdavačkim kućama u Velikoj Britaniji (ova ploča je uključivala rane verzije "Linger" i "Dreams"). Ploča je snimljena u studijima Xeric, kojima je upravljao Pearse Gilmore, koji će kasnije postati menadžer sastava. U trenutku snimanja te demoploče svi članovi sastava još su bili u kasnim adolescentskim godinama.
Demo ploča privukla je pažnju britanskih medija i britanskih izdavačkih kuća, te je uskoro uslijedio aukcijiski rat između velikih britanskih izdavačkih kompanija. Na koncu je grupa potpisala ugovor s Island Recordsom, koji surađuju s još jednim velikim irskim sastavom, grupom U2. The Cranberries su otišli u studio kako bi snimili svoj prvi singl "Uncertain" pod producentskom palicom Gilmorea. Naslov prvog singla se pokazao proročanskim ("uncertain" - nesiguran na engleskom), jer je sastav na ovom singlu zvučao poprilično loše, što je rezulitiralo lošim recenzijama u tisku, ali i zategnutim odnosima s Gilmoreom. Prije nego što su dobili termin za snimanje svog debi-albuma 1992. sastav je otkrio da je Gilmore s izdavačkom kućom Island potpisao tajni ugovor o poboljšanju svojih studija. Napetosti u sastavu su toliko porasle da su se zamalo razišli. Umjesto raspada sastav je otpustio Pearsea Gilmorea, i za novog menadžera unajmili Geoffa Travisa iz Rough Trade Records, a za novog producenta su izabrali Stephena Streeta (koji je ranije radio s The Smiths).
Debi album The Cranberriesa, Everybody Else Is Doing It, So Why Can't We, ugledao je svjetlo dana u proljeće 1993., a slijedio ga je prvi singl, "Dreams". Niti album niti singl nisu privukli previše pažnje kritike i publike. Drugi singl, "Linger" je podijelio njihovu sudbinu, sve dok sastav nije krenuo na turneju, na taj način privukavši pažnju MTV-a. MTV je počeo vrtjeti njihove spotove u svom programu na dnevnoj bazi. 
O'Riordan se udala za koncert menadžera sastava u sprnju 1994., a sama ceremonija je bila poprilično popraćena od strane medija. Ovaj brak, ali i video spotovi sastava u prvi su plan postavili Dolores O'Riordan. Njezin će položaj i utjecaj u sastavu nastaviti rasti nakon izlaska njihova drugog albuma No Need To Argue. Za razliku od prethodnika ovaj album je odlikovao nešto čvršći zvuk, a debitirao je na 6. poziciji američke top-liste. Na koncu je prodan u više primjeraka od prethodnika, a u samo godinu dana uspio je postati tri puta platinastim u Sjedinjenim Državama. Album je izrodio veliki rock hit "Zombie" (koji je zauzeo prvo mjesto na američkoj top-listi) te "Ode To My Family" koji je stigao do 11. pozicije na top-listi. Do današnjeg dana ovaj album se nastavio dobro prodavati. Dosegao je dijamantnu nakladu u Kanadi i Švicarskoj, a u Sjedinjenim Američkim Državama je bio sedam puta platinast (prevedeno u brojke, dosegao je nakladu od 7 milijuna primjeraka).

### Druga polovica devedesetih
Tijekom "No Need To Argue" turneje, počele su kružiti glasine kako će O'Riordan napustiti sastav i započeti samostalnu karijeru. Sastav je žestoko negirao te glasine.
No unatoč tome glasine o njezinu napuštanju sastava nisu prestale sve dok nisu počeli snimati svoj treći album. Album je producirao Bruce Fairbairn, koji je ranije radio sa sastavim Aerosmith i Bon Jovi. Rezultat je bio rockerskiji album "To the Faithfull Departed". Za razliku od svojih prethodnika ovaj album nije naišao na pohvale kritike, upravo suprotno. Q Magazine ga je čak 2006. uvrstio na svoju ljestvicu "50 najgorih albuma svih vremena". Album je izdan u proljeće 1996. i ostvario relativno dobre početne pozicije na top-listama (na američkoj je debitirao na 4., a na britanskoj na 2. mjestu). No, prvi singl "Salvation" nije uspio postati velikim hitom poput pjesme "Zombie". Album je na američkom tržištu ostvario dvostruku platinastu nakladu, što je ipak u usporedbi s multi-platinastom nakladom prethodnika bilo razočaravajuće. Sastav je za sljedeći singl odabrao pjesmu "Free To Decide" koja je podbacila na top-listama (u Velikoj Britaniji je ušla na top-listu na 33. mjestu, a u SAD-u se nije uspjela plasirati u Top 40). U jesen 1996. sastav je otkazao svoju europsku i australsku turneju, što je iznova potaknulo glasine da O'Riordan napušta sastav i kreće u samostalnu karijeru. Početkom 1997. za američko je tržište izdan sigl "When You're Gone" koji se uspio popeti na 22. mjesto top-liste, te je do danas ostao jedan od najvećih američkih uspjeha ovog sastava.
U travnju 1999. godine sastav je objavio svoj četvrti studijski album, "Bury The Hatchet", koji se u Velikoj Britaniji popeo na 7. mjesto top-liste, a u SAD-u na 13., gdje je kasnije ostvario zlatnu nakladu. Najveći uspjeh s ovog albuma bio je prvi singl "Promises", koji je u Britaniji bio 13., a u Americi 34. S ovog su albuma objavljeni i sljedeći singlovi: "Animal Instinct", "Just My Imagination" i "You & I", koji nisu ostvarili značajniji uspjeh. Sastav je u travnju 1999. započeo svjetsku turneju, koja je završila u srpnju 2000. Album se do sada prodao u više od 3,500,000 kopija, a najbolje naklade je ostvario u Francuskoj, Italiji, Španjolskoj i Tajvanu. 
Ova ih je turneja vratila doma u Irsku, gdje su prvi put nakon četiri godine nastupili u Millstreetu, grofovija Cork.

### Nakon 2000.
U listopadu 2001. objavljen je album Wake Up And Smell The Coffee. Na ovom albumu je opet surađivao njihov dugogodišnji obožavatelj Stephen Street.
Album je debitirao na 46. mjestu u Americi i 61. u Britaniji, i njihov je album s najmanje uspjeha. No, unatoč tome, pomogao je sastavu da oživi svoju karijeru u Americi. Prvi singl s ovog albuma bile je pjesma "Analyse", koji nije uspio ući ni u Top 75 u Britaniji, čime je postao jednim od njihovih najneuspješnijih singlova. U siječnju 2002. objavili su "Time Is Ticking Out", a kasnije i "This Is The Day". Nijedan od ova dva singla nije ušao na britanske top-liste. Album je sveukupno prodan u milijun i pol primjeraka u cijelom svijetu. Od veljače do listopada 2002. sastav je završio svjetsku turneju. 
Naredne godine izdana je kompilacija najvećih hitova, nazvana Stars - The Best of 1992-2002, i u formi DVD-a sa spotovima.
Tri pjesme koje nisu bile singlovi, a koje su objavljene na ovom best of albumu su: "Daffodil Lament" (pjesma koja je od strane obožavatelja izglasana za najbolju ne-singl pjesmu sa svih pet albuma), te "Stars" i "New New York", prethodno neobjavljene. "New New York" je, kao što se po naslovu i moglo očekivati, reakcija na 11. rujna. Kompilacija je ostvarila 20. mjesto na britanskoj top-listi albuma. Kao singl s ovog albuma objavljena je pjesma "Stars". The Cranberries su 2002. godine osvojili nagradu za najprodavaniji međunarodni sastav u Tajvanu, za svoj album "Stars". U Tajvanu sa svim svojim albumima bili vrlo uspješni. U listopadu 2002. započeli su europsku turneju, koja je završila u prosincu iste godine. U sklopu ove turneje, The Cranberries su svirali i u zagrebačkom Domu sportova, 31. listopada, na Noć vještica. Sredinom 2003. sastav je odradio nekoliko nastupa, nekoliko kao predrupa Rolling Stonesima, a nekoliko samostalno. Na tim nastupima su odsvirali i dvije nove pjesme ("Astral Projection" i "In It Together"), koje bi se trebale naći na šestom studijskom albumu.

## Članovi sastava
- Dolores O'Riordan - vokal, gitare, klavijature
- Noel Hogan - električne i akustične gitare
- Mike Hogan - bas-gitara
- Fergal Lawler - bubnjevi i udaraljke

## Diskografija
Studijski albumi
- Everybody Else Is Doing It, So Why Can't We? (1993.)
- No Need to Argue (1994.)
- To the Faitful Departed (1996.)
- Bury the Hatchet (1999.)
- Wake Up and Smell the Coffee (2001.)
- Roses (2012.)
- Something Else (2017.)
- In the End (2019.)

Koncertni albumi
- Bualadh Bos – The Cranberries Live (2009.)